# Anton Saroka
Anton Saroka (biał. Антон Сарока, ros. Антон Сарока; ur. 5 marca 1992) – białoruski piłkarz grający na pozycji napastnika w klubie Arsienał Dzierżynsk.

## Kariera reprezentacyjna
Grał w młodzieżowej reprezentacji Białorusi. 27 marca 2018 zadebiutował w seniorskiej reprezentacji Białorusi podczas meczu ze Słowenią.

## Gole w reprezentacji
| Nr | Data                 | Stadion                                      | Przeciwnik | Gol | Wynik | Rozgrywki                            |
| -- | -------------------- | -------------------------------------------- | ---------- | --- | ----- | ------------------------------------ |
| 1. | 10 października 2017 | Stade de France                              | Francja    | 1–2 | 1–2   | Eliminacje do Mistrzostw Świata 2018 |
| 2. | 9 listopada 2017     | Stadion Republikański im. Wazgena Sarkisjana | Armenia    | 1–3 | 1–4   | towarzyski                           |
| 3. | 27 marca 2018        | Stadion Stožice                              | Słowenia   | 2–0 | 2–0   | towarzyski                           |
| 4. | 6 czerwca 2018       | Stadion Dynama Brześć                        | Węgry      | 1–0 | 1–1   | towarzyski                           |
| 5. | 8 września 2018      | Stadion Dynama Mińsk                         | San Marino | 3–0 | 5–0   | Liga Narodów                         |
| 6. | 12 października 2018 | Stadion Dynama Mińsk                         | Luksemburg | 1–0 | 1–0   | Liga Narodów                         |
| 7. | 18 listopada 2018    | San Marino Stadium                           | San Marino | 2–0 | 2–0   | Liga Narodów                         |

## Życie prywatne
12 sierpnia 2020 został aresztowany za udział w protestach. 14 sierpnia został zwolniony z aresztu.